# Paus Innocentius XI
Paus Innocentius XI, geboren als Benedetto Odescalchi (Como, 19 mei 1611 – Rome, 12 augustus 1689) was paus van 1676 tot 1689.

## Carrière
Benedetto Odescalchi werd geboren in een rijke koopmansfamilie in Como, waar hij een opleiding kreeg bij de jezuïeten. Vervolgens studeerde hij rechten in Napels en Rome. In 1645 maakte paus Innocentius X hem kardinaal-legaat in Ferrara, waar hij door zijn hulp aan de ernstig zieken al gauw de bijnaam "vader der armen" kreeg. In 1650 werd hij bisschop van Novara: opnieuw gaf hij geld uit om het lijden van de armen en zieken in zijn diocese te verlichten. Met toestemming van de paus gaf hij deze post in 1656 op ten gunste van zijn broer Giulio en vertrok naar Rome. Hij nam er deel aan verschillende congregaties.

## Pauskeuze
Na het overlijden van paus Clemens IX in 1669 was Benedetto reeds een sterke kandidaat als opvolger, maar de Franse vorst Lodewijk XIV verhinderde zijn verkiezing. In 1676, toen zijn opvolger Clemens X stierf, probeerde Lodewijk weliswaar opnieuw de verkiezing van Benedetto Odescalchi te dwarsbomen, maar ditmaal vond hij een meerderheid van de kardinalen en de Romeinen tegenover zich. Op 21 september 1676 werd Benedetto officieel tot de nieuwe paus Innocentius XI gekozen.
Cornelis de Bruijn verbleef in Rome ten tijde van het conclaaf en schreef hier hetvolgende over:
"Den 21sten september van het zelve jaar 1676, nadat de kardinaalen vyf à zes weeken in het conclave opgeslooten waren geweest, wierd tot paus verkoozen Benedetto Odeschalchi die den naam van Innocentius den XIden aannam. Straks na zyne verheffing gaf de nieuwe paus order dat men alle de gevangenhuizen zou openzetten en degeenen welke geduurende de leedigheid van den stoel daar ingebracht waren, uitlaaten. ’t Is het gebruik by een nieuwe verkiezing deze gunst aan de gevangenen te betoonen, weshalven dan degeenen welken men dezelve niet wil laten genieten, tot meerder verzekertheid (gelyk ik hiervoor gezegd heb) bytyds in het kasteel S. Angelo gebracht worden. Dit veroorzaakt mede een groote vreugde en gewoel binnen Romen, alwaar ook noch de plechtigheden welke door de geestelyken omtrent den nieuwen paus geschieden, een ander jubeljaar schynen te vertoonen."

## Pontificaat

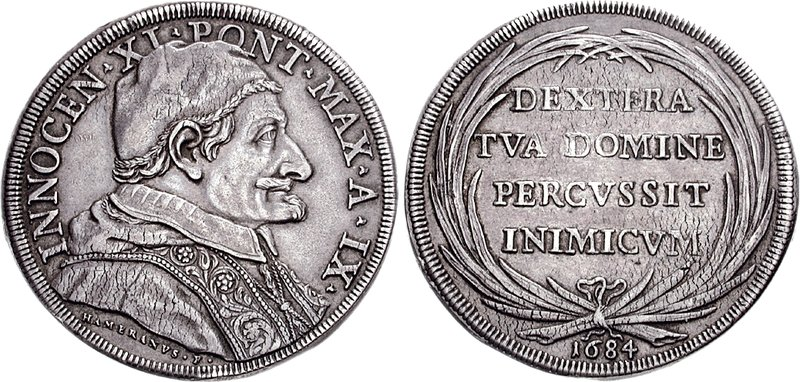
Zilveren scudo van Innocentius uit 1684

### Hervormingen
Het pontificaat van Innocentius XI werd gekenmerkt door zijn strijd tegen het nepotisme en zijn sobere levensstijl. Onmiddellijk na zijn aantreden bracht hij de uitgaven van de Romeinse Curie drastisch terug en pakte het nepotisme onder de kardinalen hard aan. Met succes, want het astronomische tekort van 170.000 scudi bij zijn aantreden was binnen enkele jaren omgezet in een overschot. Zelf leefde de paus zeer sober: hij was een ware asceet die het volk meed, de meest onaangename vertrekken van het Vaticaanse paleis bewoonde en eenvoudige gewaden droeg. Voorts spoorde hij de kardinalen en zijn onderdanen eveneens zuiver te leven. Theaters achtte hij immoreel, diepe decolletés waren verboden en de paus stuurde zelfs dienders door Rome om korsetten en gewaagde kleding in beslag te nemen.

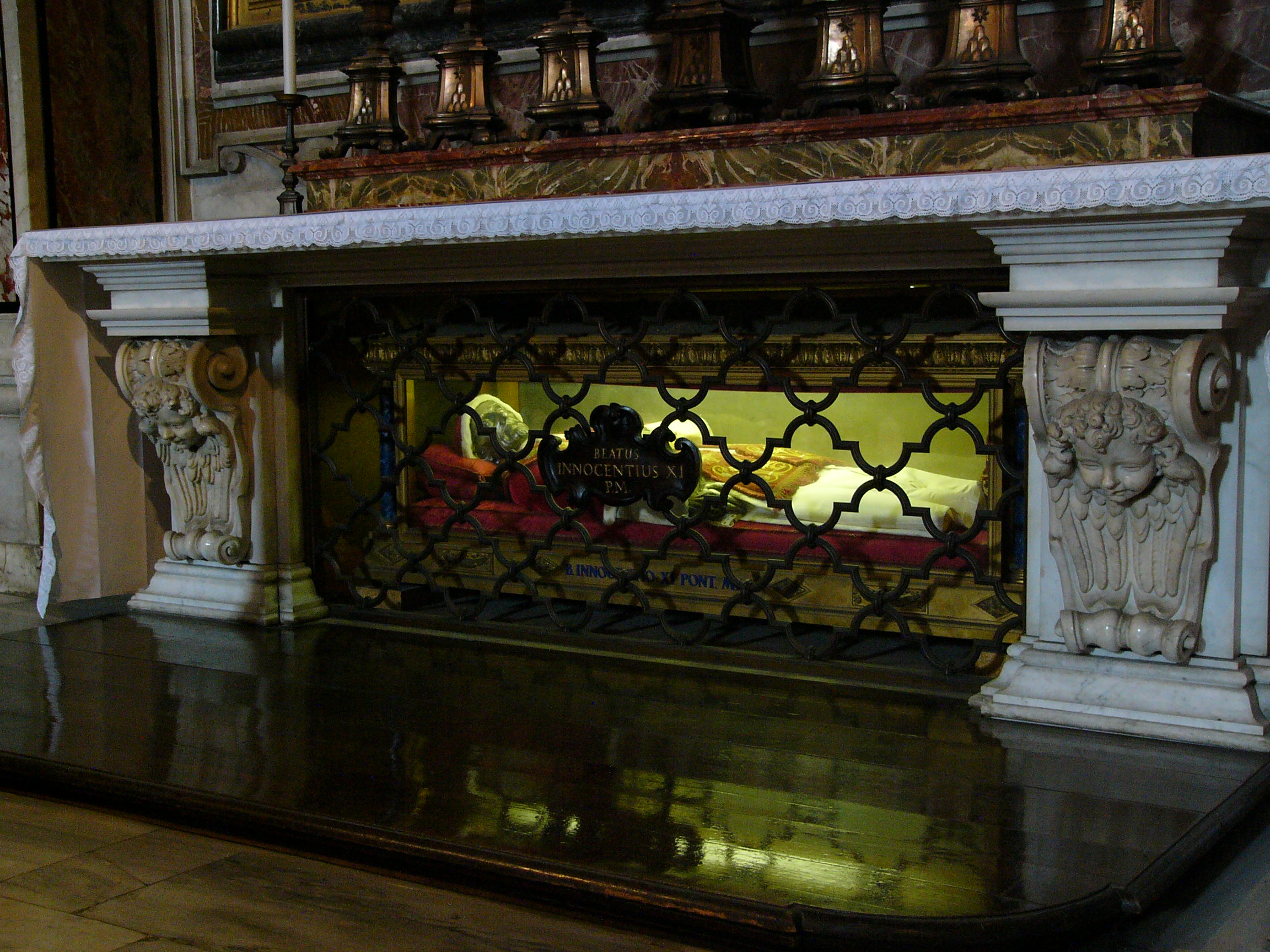
Lichaam van Innocentius XI in de Sint-Pietersbasiliek te Rome

Persoonlijk zeer streng in de leer veroordeelde hij in 1679 een aantal laxistische jezuïetenstellingen en trad tevens op tegen het quiëtisme van Molinos. Alhoewel hij persoonlijk met Molinos bevriend was, gaf hij toch gehoor aan de wens van de inquisitie en veroordeelde in 1687 acht molinistische leerstellingen als ketterij.

### Buitenlandse betrekkingen
Innocentius lag tijdens zijn pontificaat geregeld overhoop met Lodewijk XIV. De Franse vorst probeerde steeds meer zijn invloed te doen gelden over de Kerk, tot woede van de paus. In 1682 dwong Lodewijk de clerus vier Gallicaanse artikelen af, die de macht van de paus over de Kerk in Frankrijk inperkten. Innocentius verklaarde de artikelen nog datzelfde jaar ongeldig.
Om de paus tegemoet te komen ging Lodewijk zich vervolgens als de meest christelijke vorst van Europa gedragen. Hij herriep in 1685 bovendien het Edict van Nantes, wat een hernieuwde gewelddadige vervolging van de Franse protestanten (hugenoten) inluidde. Innocentius liet echter weten deze drastische maatregelen niet op prijs te stellen.

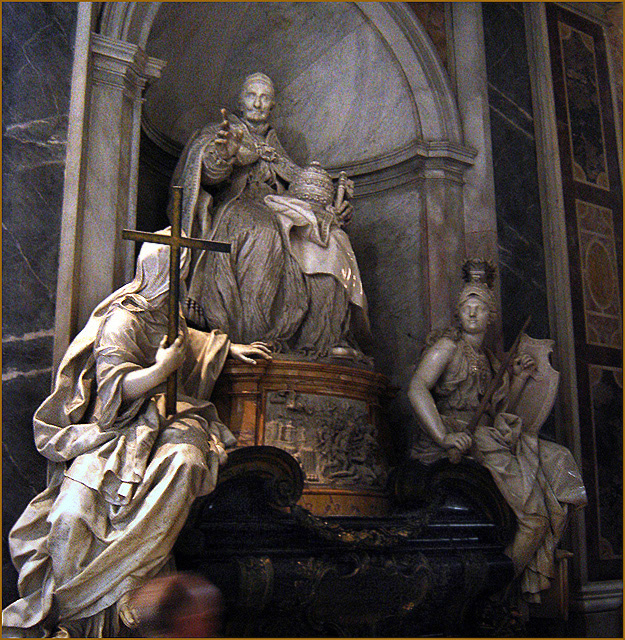
Grafmonument voor Innocentius XI

Innocentius zette zich onvermoeibaar in voor de bevrijding van Wenen in 1683, toen de stad werd belegerd door de Turkse legers. Hij spoorde de Duitse vorsten en de Poolse koning Jan Sobieski aan legers naar Wenen te sturen en verstrekte hun omvangrijke sommen geld. Speciale missen en klokgelui in Rome moesten de naderende ramp afwenden – men vreesde dat de val van Wenen het einde van het christendom inluidde. Uiteindelijk doorstond Wenen het beleg en werden de Turken verslagen.
De paus zond tevens een nuntius naar Engeland, de eerste kerkelijke afgevaardigde die het land sinds 100 jaar aandeed. Innocentius had echter weinig waardering voor de rigoureuze methodes van de Engelse vorst Jacobus II om het katholicisme in zijn land te herstellen. Bovenal bestond de vrees dat de invloed van het katholieke Frankrijk zou groeien, dat juist op gespannen voet stond met de paus. Innocentius kwam de vorst dan ook niet te hulp tijdens de Glorious Revolution in 1688, toen Jacobus II van zijn troon werd gestoten door de protestante stadhouder Willem III van Nederland.

### Slavernij
Onder het pausschap van Innocentius XI vaardigde de Congregatie voor de Geloofsleer op 20 maart 1686 een vrij krachtige veroordeling uit van de Trans-Atlantische slavenhandel. De kardinalen waren onder de indruk van de eloquente getuigenis van Lourenço da Silva de Mendouça en onderschreven de elf proposities waarmee de kapucijnen diens zaak steunden. De uitspraak werd verspreid, maar was onvoldoende afdwingbaar om de Spaanse en Portugese slavenhouderij werkelijk bij te sturen.

## Dood en zaligverklaring
Innocentius stierf op 12 augustus 1689, na reeds lange tijd in zwakke gezondheid te hebben verkeerd. In 1714 zette paus Clemens XI het canonisatieproces van Innocentius in werking, maar wegens Franse protesten werd dat in 1744 weer opgeschort. Pius XII verklaarde hem op 7 oktober 1956 zalig. Zijn feestdag is 13 augustus. Het grafmonument voor Innocentius in de Sint Pieter van P. Monnot, naar een ontwerp van C. Maratti.

## Trivia
In de historische roman Imprimatur (Italië, 2002) beweerden de auteurs Rita Monaldi en Francesco Sorti dat paus Innocentius XI, via de bank van zijn familie Odescalchi uit Como, geld zou hebben geleend aan het protestantse huis van Oranje. Mede dankzij deze financiële hulp zou de Nederlandse stadhouder Willem III de Engelse vorst Jacobus II in 1688 van de troon hebben gestoten. Willem III schafte echter het katholicisme als staatsgodsdienst af. De paus zou hiermee het katholicisme en de Kerk hebben verraden voor eigen gewin. De onthulling veroorzaakte opschudding in Italië, maar bleek onjuist. De lening van 150.000 scudi dateerde van 1672 en kon geen impact hebben op de revolutie.

## Voetnoten
1. ↑  De Bruijn, Cornelis, '2e hoofdstuk; Beschryving van de plechtigheden, te Romen in het jubeljaar gebruikelyk. [...] in:  Reizen van Cornelis de Bruyn door de vermaardste deelen van Klein Asia [...], Amsterdam (1696).
2. ↑  Peter Walker, James II and the Three Questions. Religious Toleration and the Landed Classes, 1687-1688, 2010, p. xviii

- Biblioteca Nacional de Chile: 000352479
- Biblioteca Nacional de España: XX1142022
- Bibliothèque nationale de France: cb12549148k (data)
- Catàleg d'autoritats de noms i títols de Catalunya: 981058518539106706
- Gemeinsame Normdatei: 118555677
- International Standard Name Identifier: 0000 0001 1027 0598
- Library of Congress Control Number: n83046109
- Nationale Bibliotheek van Letland: 000314415
- Nationale Bibliotheek van Tsjechië: xx0131166
- Nationale bibliotheek van Australië: 35953172
- Nationale Bibliotheek van Israël: 987007439877405171
- Nationale Bibliotheek van Polen: a0000002259575
- Nederlandse Thesaurus van Auteursnamen: 142090913
- Istituto Centrale per il Catalogo Unico: MILV077984
- SNAC: w6dn4khc
- Système universitaire de documentation: 034772316
- Trove: 1160684
- Union List of Artist Names: 500353720
- Virtual International Authority File: 54261450
- WorldCat: E39PBJyCHVxr8yrYxgPyGgQpfq

Cursief: tegenpaus